# Indische Badmintonmeisterschaft 1955/56
Die Indische Badmintonmeisterschaft der Saison 1955/56 fanden vom 1. bis zum 11. Dezember 1955 in Jaipur statt. Es war die 20. Austragung der nationalen Titelkämpfe im Badminton in Indien.

## Titelträger
| Disziplin    | Sieger                           |
| ------------ | -------------------------------- |
| Herreneinzel | Trilok Nath Seth                 |
| Dameneinzel  | Prem Prashar                     |
| Herrendoppel | Nandu M. Natekar Ravindra Dongre |
| Damendoppel  | Prem Prashar Sushila Kapadia     |
| Mixed        | D. N. Dhongade Prem Prashar      |